# Bernd Krauss
Bernd Krauss (* 8. Mai 1957 in Dortmund) ist ein ehemaliger deutsch-österreichischer Fußballspieler und -trainer.

## Sportliche Laufbahn

### Vereinskarriere
Krauss begann seine aktive Fußballkarriere 1971 beim Dortmunder Vorortverein SV Schüren und spielte dort in den Jugendabteilungen bis 1976. In der Saison 1976/77 spielte er als Mittelfeldspieler bei Borussia Dortmund. Am 13. Mai 1977 debütiert er im bundesdeutschen Oberhaus bei der 1:2-Heimniederlage des BVB gegen den 1. FC Köln. Es blieb sein einziger Punktspieleinsatz für die Westfalen.
Von 1977 bis 1983 war er Spieler in Österreich beim SK Rapid Wien und nahm vorübergehend die österreichische Staatsbürgerschaft an. In 191 Partien der höchsten Liga Österreichs gelangen ihm 18 Treffer. Seine Karriere beendete er 1990 nach sieben Spieljahren bei Borussia Mönchengladbach. In der Fußball-Bundesliga hatte er am Ende seiner Laufbahn 168 Spiele und acht Tore zu verbuchen.

### Auswahleinsätze
Krauss absolvierte für die österreichische Nationalmannschaft zwischen 1981 und 1984 22 Länderspiele und nahm an der Fußball-Weltmeisterschaft 1982 in Spanien teil. Sein Debüt im österreichischen Team absolvierte er gegen die deutsche Mannschaft, wobei ihm ein Eigentor unterlief.

## Trainerlaufbahn
1988/89 begann Krauss seine Trainerkarriere beim SC Kapellen-Erft. Anschließend trainierte er die Amateure von Borussia Mönchengladbach (1989/90) und 1. FC Köln (1990), bevor er 1991 erst Trainerassistent und dann vom 6. November 1992 bis zum 7. Dezember 1996 Chefcoach von Borussia Mönchengladbach wurde. Mit diesem Verein gewann er 1995 den DFB-Pokal, nachdem er zuvor als erster Trainer in der Bundesliga mit Viererkette in der Abwehr spielen ließ. Bereits im Herbst 1991 war er kurzzeitig als Nachfolger von Gerd vom Bruch Cheftrainer.
Einen Spieltag vor der Winterpause 1996/97 trennten sich die Wege: Krauss wurde wegen mangelnden Erfolgs beurlaubt, ging nach Spanien und trainierte dort Real Sociedad San Sebastián (1997–1999) und RCD Mallorca (2001). Seine zwischenzeitliche Rückkehr in die Bundesliga zu Borussia Dortmund im Jahre 2000 war nicht von Erfolg gekrönt; nach nur acht Wochen ohne Sieg wurde er auch hier entlassen. 2002 wechselte er nach Griechenland zu Aris Thessaloniki, ihm wurde jedoch im Sommer desselben Jahres gekündigt.
Bis Sommer 2004 war er arbeitslos gemeldet, bevor ihn der österreichische Verein VfB Admira Wacker Mödling verpflichtete. Dort unterschrieb Krauss einen Einjahresvertrag mit Option auf eine weitere Saison. Jedoch trat er nach 134 Tagen aufgrund mangelnder sportlicher Perspektive und nach drei Niederlagen in Folge zurück. Nach Stationen in den Vereinigten Arabischen Emiraten und im Iran trainierte er vom 11. April bis zum 5. Dezember 2006 den spanischen Klub CD Teneriffa. Vom 5. August 2007 bis zum 6. Dezember 2007 war er als Trainer des österreichischen Erste-Liga-Vereins ASK Schwadorf tätig.
Im Januar 2012 nahm Krauss bei Étoile du Sahel in Tunesien eine Tätigkeit als Trainer und Generalmanager auf. Ende März 2012 wurde er bereits wieder entlassen.

## Privatleben
Krauss lernte Industriekaufmann. 1981 nahm er die österreichische Staatsbürgerschaft und 1984 wieder die deutsche an.